# Білик Петро Олексійович
Петро Олексійович Білик (6 жовтня 1909, село Жуківці Київської губернії — 12 червня 1980, Москва) — радянський військовий діяч, Герой Радянського Союзу (14.02.1943), генерал армії (21.02.1969). Депутат Верховної Ради Української РСР 5-го скликання (у 1959—1963 роках). Депутат Верховної Ради РРФСР 7-го скликання (у 1967—1971 роках) Депутат Верховної Ради СРСР 8—9-го скликань (у 1970—1979 роках). Член Центральної ревізійної комісії КПРС у 1971—1980 роках.

## Біографія
Народився 6 жовтня (за старим стилем — 23 вересня) 1909 року в селі Жуківці Трипільської волості Київського повіту Київської губернії (тепер у складі Обухівського району Київської області). З селянської родини. Українець. У 1909—1918 роках жив у місті Києві. У 1918—1921 роках наймитував у рідному селі. У 1921—1923 роках проживав у селищі Гулькевичі (тепер — місто Краснодарського краю). У 1923—1925 роках був безпритульним в містах Києві і Білій Церкві. У 1925—1927 роках — вихованець дитячої трудової колонії № 2 в Києві, одночасно працював слюсарем в Державних вагових майстернях.
У вересні 1927 року призваний в Червону армію. Член ВКП(б) з 1929 року. Закінчив Київську піхотну школу в 1930 році.
Після закінчення школи до травня 1932 року служив командиром взводу стрілецького полку, командиром взводу окремого кавалерійського ескадрону стрілецької дивізії і командиром окремого взводу кінних розвідників стрілецького полку Українського військового округу.
У 1932 році закінчив Московські бронетанкові курси удосконалення командного складу. Служив командиром окремої розвідувальної роти механізованої бригади Київського військового округу. У травні — грудні 1937 року — командир бронетанкової роти танкового батальйону на території Монгольської Народної Республіки. Потім служив командиром окремих танкових батальйонів, 7-ї бронетанкової бригади в частинах Червоної армії Забайкальського військового округу.
З серпня 1940 року — командир 8-го окремого мотоциклетного полку Забайкальського військового округу. Потім полк був перекинутий в Білорусь, включений до складу 20-го механізованого корпусу Західного Особливого військового округу.
Учасник німецько-радянської війни з червня 1941 року. У липні 1941 — жовтні 1943 року — командир 8-го (з грудня 1942 року — 3-го гвардійського) окремого мотоциклетного полку. Воював на Західному (липень — жовтень 1941 і серпень — вересень 1942), Брянському (вересень — жовтень 1942) і Південно-західному (жовтень 1942 — жовтень 1943) фронтах. У складі 5-ї танкової армії Південно-Західного фронту прославився в ході операції по розгрому німецьких військ під Сталінградом.
За «уміле командування полком і проявлені у боях з німецько-фашистськими загарбниками мужність і героїзм» Указом Президії Верховної Ради СРСР від 14 лютого 1943 року підполковникові Бєліку Петру Олексійовичу присвоєно звання Героя Радянського Союзу з врученням ордену Леніна і медалі «Золота Зірка».
У січні 1945 року закінчив Вищі академічні курси при Військовій академії бронетанкових і механізованих військ. З березня 1945 року — командир 2-ї окремої гвардійської танкової бригади у складі військ 31-ї армії 3-го Білоруського фронту. Після війни до листопада 1945 року продовжував командувати 2-ю гвардійською танковою бригадою (потім — полком) на території Кенігсберзької (Калінінградської) області.
З 1945 року — заступник командира 30-ї гвардійської механізованої дивізії у Особливому і Прибалтійському військових округах, в грудні 1946 — листопаді 1952 року — командир 28-ї гвардійської механізованої дивізії у Прибалтійському військовому окрузі (місто Совєтськ Калінінградської області).
У 1953 році закінчив Вищі академічні курси при Вищій військовій академії Генерального штабу. У листопаді 1953 — січні 1954 року — командир 66-ї гвардійської механізованої дивізії у Московському військовому окрузі (місто Калінін). У січні 1954 — червні 1956 року — командир 23-ї гвардійської механізованої дивізії у Московському військовому окрузі (Наро-Фомінський район Московської області). У червні 1956 — лютому 1958 року — командир 13-го гвардійського стрілецького (з серпня 1957 — армійського) корпусу Московського військового округу (місто Горький).
У лютому 1958 — травні 1960 року — командувач 8-ї танкової армії Прикарпатського військового округу (місто Житомир).
У 1960—1966 роках — 1-й заступник (у 1961—1962 роках — заступник) головнокомандувача Групи радянських військ в Німеччині.
У серпні 1966 — грудні 1978 року — командувач військ Забайкальського військового округу (штаб округу — в місті Чита). У 1969 роках закінчив Вищі академічні курси при Військовій академії Генерального штабу.
З січня 1979 року — військовий інспектор-радник Групи генеральних інспекторів Міністерства оборони СРСР. Жив у Москві, де й помер 12 червня 1980 року. Похований на Новодівочому кладовищі.

## Звання
- капітан (1938)
- майор (13.01.1941)
- підполковник (1941)
- полковник (11.01.1943)
- генерал-майор танковий військ (11.05.1949)
- генерал-лейтенант танкових військ (18.02.1958)
- генерал-полковник (27.04.1962)
- генерал армії (21.02.1969)

## Нагороди
- Герой Радянського Союзу (14.02.1943)
- три ордени Леніна (14.02.1943; 20.04.1953; 21.02.1978)
- орден Жовтневої Революції (4.05.1972)
- чотири ордени Червоного Прапора (5.01.1942; 14.05.1945; 6.11.1947; 22.02.1968)
- орден Суворова 3-го ступеня (16.10.1943)
- орден Червоної Зірки (3.11.1944)
- орден «За службу Батьківщині у Збройних Силах СРСР» 3-го ступеня (30.04.1975)
- монгольський орден Бойового Червоного Прапора (6.01.1971)
- монгольський орден «За бойові заслуги» (9.01.1979)
- монгольський орден Сухе-Батора
- польський орден Відродження Польщі 4-го ступеня (6.10.1973)
- почесний громадянин міста Улан-Уде (1975)
- почесний громадянин міста Чита (1975)
- медалі